# Katherine Blodgett
Katharine Burr Blodgett (Schenectady, Nueva York, Estados Unidos, 10 de enero de 1898 - 12 de octubre de 1979) fue una física e inventora pionera en ingeniería y química de superficie, y la primera mujer en ser doctorada en Física por la Universidad de Cambridge en 1926. Después de recibir su título de máster fue contratada por General Electric, donde no solo se convirtió en la primera mujer que trabajó en el laboratorio de Schenectady, sino que además desarrolló una celebrada carrera científica.
A lo largo de su carrera obtuvo varias patentes, siendo conocida principalmente por haber ideado el cristal no reflectante. Su invento se utiliza ahora en cámaras, telescopios, parabrisas, ordenadores y pantallas de televisión.

## Primeros años
Katharine Burr Blodgett nació el 10 de enero de 1898 en Schenectady, Nueva York. Era la segunda de los hijos de Katharine Burr Blodgett y George. Su padre era un abogado de patentes en General Electric, donde dirigió el departamento, hasta que fue asesinado a tiros en su casa por un ladrón, justo antes de que ella naciera. En 1901 la familia se trasladó a Francia.

## Educación
En 1912, Blodgett regresó a Nueva York con su familia, donde se matriculó en la Escuela Rayson. Esta escuela privada le dio la misma calidad de educación que los chicos de su edad estaban recibiendo. Desde temprana edad mostró talento para las matemáticas, por lo que Blodgett posteriormente ganó una beca para el Bryn Mawr College, donde destacó en las matemáticas y la física y obtuvo el título de Bachiller en Física.
Blodgett decidió dedicarse a la investigación científica y visitó la planta de General Electric en Schenectady durante las vacaciones de Navidad de su último año. Antiguos compañeros de su padre le presentaron al investigador químico Irving Langmuir. Después de un recorrido por su laboratorio, Langmuir dijo a Blodgett (con solo 18 años de edad) que tenía que ampliar su formación científica antes de ir a trabajar para él.
Siguiendo su consejo, Blodgett se matriculó en la Universidad de Chicago en 1918, donde obtuvo su título de Máster a los 19 años. Como tenía un puesto de trabajo esperándole en la investigación industrial, eligió un tema relacionado para su tesis: la estructura química de las máscaras de gas. La Primera Guerra Mundial estaba en su apogeo y las máscaras de gas eran necesarias para proteger a las tropas contra los gases venenosos. Blodgett determinó que casi todos los gases venenosos pueden ser adsorbidos por moléculas de carbono y publicó un artículo sobre los materiales de las máscaras de gas en la revista Physical Review a la edad de 21 años.
En 1924 fue aceptada en un doctorado de física en el laboratorio Cavendish de Sir Ernest Rutherford.
Fue la primera mujer en obtener un doctorado en física de la Universidad de Cambridge, en 1926. Escribió su tesis sobre el comportamiento de los electrones en el vapor de mercurio ionizado.

## Trayectoria
En 1920, Blodgett fue contratada por General Electric como investigadora científica en cuanto recibió su título de máster. Fue la primera mujer en trabajar como científica en el laboratorio de General Electirc en Schenectady, Nueva York. Durante su investigación, a menudo trabajó con Langmuir, que trabajó con su padre. Blodgett y Langmuir trabajaron juntos en recubrimientos monomoleculares diseñados para cubrir superficies de agua, metal o vidrio. Estos recubrimientos especiales eran aceitosos y pueden ser depositados en capas de unos pocos nanómetros de espesor.
En 1933 desarrolló un método usando un calibrador del color para medir el grosor de las finas películas monomoleculares. Cinco años más adelante, crea un sistema para hacer vidrio no reflejante. El vidrio normal refleja una porción significativa de luz, sin embargo, usando un revestimiento que consiste en 44 capas de jabón líquido de una molécula cada una (cuatro millonésimas de pulgada) podría conseguir que el 99% de la luz pasara a través del vidrio. Este método lo registró con la patente #2,220,660 en marzo de 1938, con el nombre de "Film Structure and Method of Preparation", que durante muchos años fue la forma de realizar cristales transparentes.
Durante su trabajo profesional le fueron aprobadas 8 patentes en los Estados Unidos, 2 en Canadá y publicó 30 artículos de investigación.
Murió en su casa el 12 de octubre de 1979 en Schenectady, Nueva York, a los 81 años.

## Premios y reconocimientos
- Medalla Progress de la Photographic Society of America, fue la primera mujer en recibirlo.[3][1]
- Achievement Award of the American Association of University Women.[1]
- Outstanding Woman of the Year. American Woman Magazine.[1]
- Medalla Garvan de la American Chemical Society.[1][3]
- Doctorados honorarios: Elmira College, Western College, Brown University, Russell Sage College.[1]
- American Physical Society Fellow.[1]